# Raszid al-Basir
Raszid al-Basir, Rachid El Basir (arab. ‏رشيد البصير‎; ur. 4 października 1968) – marokański lekkoatleta, średniodystansowiec, wicemistrz olimpijski z 1992.
Specjalizował się w biegu na 1500 metrów. Na halowych mistrzostwach świata w 1991 w Sewilli odpadł w przedbiegach na tym dystansie, zdobył srebrny medal na igrzyskach śródziemnomorskich w 1991 w Atenach, a na mistrzostwach świata w 1991 w Tokio odpadł w półfinale.
Niespodziewanie zdobył srebrny medal w biegu na 1500 metrów na igrzyskach olimpijskich w 1992 w Barcelonie za reprezentantem gospodarzy Fermínem Cacho.
Zajął 9. miejsce na tym dystansie podczas halowych mistrzostw świata w 1993 w Toronto. Był siódmy w tej konkurencji na mistrzostwach świata w 1993 w Stuttgarcie. Zdobył brązowy medal na tym dystansie na igrzyskach śródziemnomorskich w 1993 w Narbonne. Na halowych mistrzostwach świata w 1995 w Barcelonie odpadł w biegu eliminacyjnym.
Zajął 4. miejsce na tym dystansie na mistrzostwach świata w 1995 w Göteborgu. Odpadł w przedbiegach na igrzyskach olimpijskich w 1996 w Atlancie.

## Rekordy życiowe
- bieg na 1500 metrów (stadion) – 3:33,82 (7 lipca 1995, Londyn)
- bieg na milę (stadion) – 3:54,84 (4 lipca 1992, Oslo)
- bieg na 2000 metrów (stadion) – 4:57,01 (3 lipca 1995, Paryż)
- bieg na 1500 metrów (hala) – 3:38,42 (14 lutego 1993, Sindelfingen)[9]